# Битва при Сирояме
Битва при Сирояме (яп. 城山の戦い Сирояма но татакаи) — решающая битва между правительственными силами Императора Японии и самураями Сацумы под предводительством Сайго Такамори, произошедшая 24 сентября 1877 года. Абсолютное численное превосходство императорских войск привело к полному поражению самураев.

## Ход сражения
Сайго и около 400 самураев, которые остались с ним после многочисленных атак со стороны правительственной армии, в начале сентября сосредоточились на холме Сирояма (с яп. «замковая гора»). Вскоре генерал Ямагата Аритомо во главе 30 000 солдат взял их в плотное окружение.

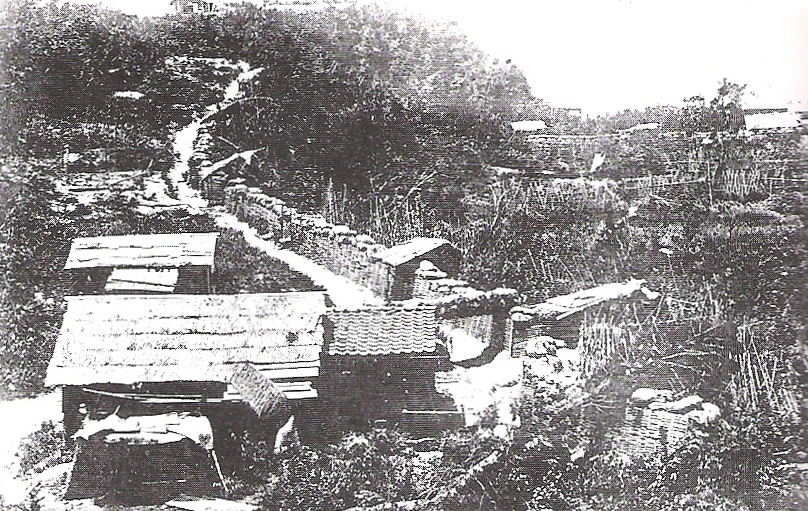
Укрепление императорской армии близ Сироямы (фотография 1877 года)

23 сентября Сайго послал к Ямагате двух офицеров, чтобы те уговорили командующего императорской армии выпустить остатки самурайского отряда с Сироямы. Однако тот потребовал в ответ сдаться, что равносильно для самураев бесчестию и позору. Поскольку повстанцы отказались сдаться, Ямагата в ночь на 24 сентября приступил к штурму Сироямы. Сразу после полуночи началась артиллерийская подготовка, к которой подключились корабли, стоявшие в гавани Кагосимы.
В 3:00 пехота начала штурм холма. К 6:00 в отряде повстанцев оставалось около 40 человек, в том числе Сайго и его ближайшие соратники. В 7:00 они попытались прорваться через окружение, однако это им не удалось. Сайго был ранен в правое бедро и живот, после чего при помощи соратника Бэппу Синсукэ перебрался в более безопасное место, где совершил харакири. 
По легенде, Бэппу отрубил голову Сайго и передал её его слуге, который вынес останки хозяина с поля боя. Благодаря этому правительство не смогло продемонстрировать голову своего врага в качестве доказательства своей победы.

## Последствия
Поражение в битве при Сирояме лишило всех сил повстанцев княжества Сацума, что в итоге положило конец Сацумскому восстанию. Самураи как класс практически прекратили своё существование. Япония продолжила свой курс на вестернизацию.

## Отражение в культуре
- Вольная интерпретация событий битвы при Сирояме представлена в фильме «Последний самурай» 2003 года.
- Песня «Katana» шведской хеви-метал группы Enforcer является отсылкой к событиям битвы при Сирояме.
- Сражению при Сирояме посвящена песня «Shiroyama» шведской пауэр-метал группы Sabaton.